# Hildegard van Vlaanderen

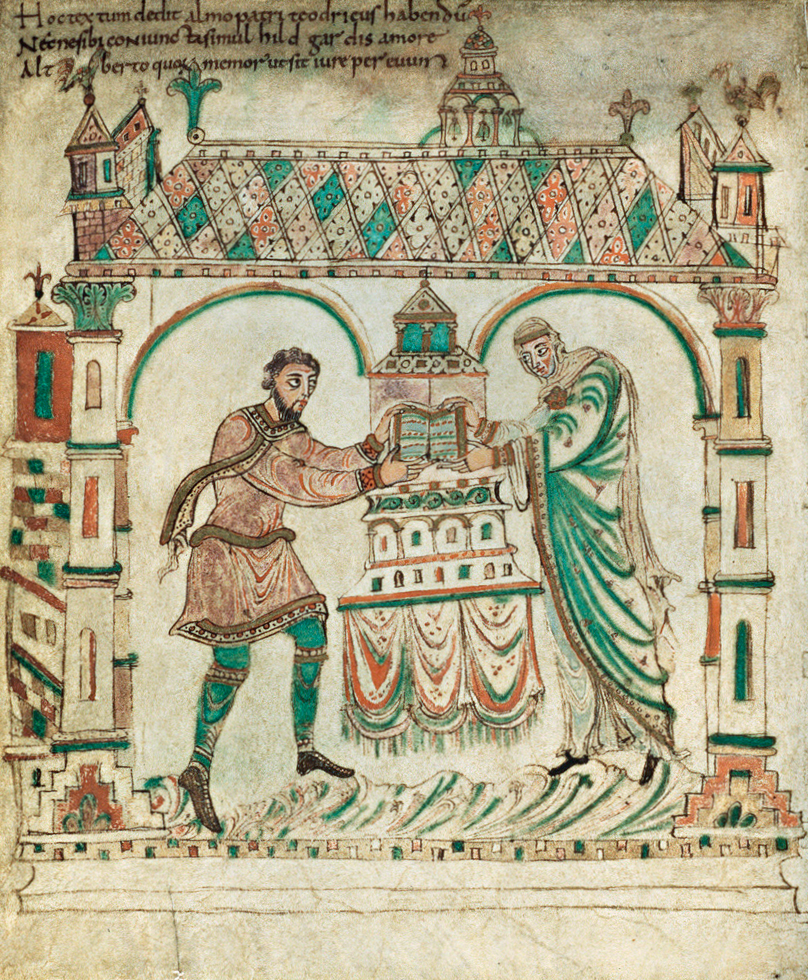
Hildegard (rechts) met haar man tijdens het aanbieden van het Evangeliarium van Egmond

Hildegard van Vlaanderen (ca. 938 - 10 april 990) was de dochter van Arnulf I van Vlaanderen en Aleidis van Vermandois. Ze werd gravin van Holland na haar huwelijk met graaf Dirk II, graaf van Holland en West-Friesland.

## Politiek huwelijk
Hildegard werd reeds als kleuter verloofd en trouwde rond 950 op twaalfjarige leeftijd. Hiermee ijverde Arnulf naar meer zeggingschap in Holland wat paste in zijn expansiepolitiek. Anderzijds bracht Hildegard Karolingisch bloed in de dynastie van Holland, en kreeg Holland nauwere contacten met het Graafschap Vlaanderen.

## Giften
Ze is vooral bekend van de vele giften aan o.a. kloosters en kerken in Egmond, Trier en Gent. Het Evangelarium dat aan de Abdij van Egmond werd geschonken is hiervan de belangrijkste. Hildegard is begraven in de abdijkerk van Egmond.

## Nazaten
Uit het huwelijk zouden 6 kinderen geboren zijn; slechts over drie is iets bekend:
- zoon Aarnout (Gent, 951-993), ook wel Arnulf Gandensis genoemd, die zijn opvolger werd;
- zoon Egbert (952-994), aartsbisschop van Trier;
- dochter Erlindis (953-1012), zou volgens de legende genezen zijn van blindheid.
- mogelijk een onbekende dochter die trouwde met graaf Everhard van Doornik

## Trivia
In 938 verloofde de toen nog zeer jonge graaf Dirk II zich met Hildegard van Vlaanderen, dochter van graaf Arnulf I van Vlaanderen. Het huwelijk volgde ca. 950. Uit de Rijmkroniek van Holland van Melis Stoke: "Dese Dideric goed ende wert had een wijf, heet Hildegaert" (deze goede en brave Diederik had een vrouw die Hildegard heette) De plaatsnaam Hillegersberg is vernoemd naar Hildegard van Vlaanderen. Dirk II was eigenaar van het aldaar bestaande Bergan, wat "versterkte plaats" of "gehucht" betekent.
*

## Voorouders
| ' Hildegard van Vlaanderen (938-990) | Vader: Arnulf I van Vlaanderen (889-965) | Grootvader: Boudewijn II van Vlaanderen (865-918) | Overgrootvader: Boudewijn I van Vlaanderen (840-879)   |
| ' Hildegard van Vlaanderen (938-990) | Vader: Arnulf I van Vlaanderen (889-965) | Grootvader: Boudewijn II van Vlaanderen (865-918) | Overgrootmoeder: Judith van West-Francië (844-870)     |
| ' Hildegard van Vlaanderen (938-990) | Vader: Arnulf I van Vlaanderen (889-965) | Grootmoeder: Ælfthryth van Wessex (868-929)       | Overgrootvader: Alfred de Grote                        |
| ' Hildegard van Vlaanderen (938-990) | Vader: Arnulf I van Vlaanderen (889-965) | Grootmoeder: Ælfthryth van Wessex (868-929)       | Overgrootmoeder: Ealhswith (852-905)                   |
| ' Hildegard van Vlaanderen (938-990) | Moeder: Aleidis van Vermandois (916-960) | Grootvader: Herbert II van Vermandois (884-943)   | Overgrootvader: Herbert I van Vermandois (850-900/907) |
| ' Hildegard van Vlaanderen (938-990) | Moeder: Aleidis van Vermandois (916-960) | Grootvader: Herbert II van Vermandois (884-943)   | Overgrootmoeder: Bertha van Morvois                    |
| ' Hildegard van Vlaanderen (938-990) | Moeder: Aleidis van Vermandois (916-960) | Grootmoeder: Adelheid van Frankrijk               | Overgrootvader: Robert van Bourgondië (866-923)        |
| ' Hildegard van Vlaanderen (938-990) | Moeder: Aleidis van Vermandois (916-960) | Grootmoeder: Adelheid van Frankrijk               | Overgrootmoeder: Beatrix van Vermandois? (880-931)     |